# 11.ª Calle Suroeste
La 11.ª Calle Suroeste es una vía de circulación intermedia en el cuadrante suroeste de Managua, Nicaragua, que conecta el centro histórico con barrios residenciales occidentales. Su trazado incluye sectores institucionales y cruces con importantes avenidas troncales.

## Trazado
La calle comienza en la Avenida Bolívar, en el corazón del centro histórico, y avanza en dirección oeste, atravesando barrios mixtos entre residenciales y administrativos como San Sebastián y Monseñor Lezcano. Cruza vías principales como la NIC-2, y termina en la 35.ª Avenida Suroeste en el sector occidental del barrio Linda Vista.

## Intersecciones principales
- Avenida Bolívar (Managua) – Punto de inicio desde el centro histórico
- 6.ª Avenida Suroeste – Conexión directa a zonas céntricas
- NIC 2  – Carretera nacional hacia el occidente del país
- 27.ª Avenida Suroeste – Eje transversal en la zona intermedia
- 35.ª Avenida Suroeste – Extremo occidental en Linda Vista

## Barrios que atraviesa
- Centro histórico
- San Sebastián
- Monseñor Lezcano
- Linda Vista

## Coordenadas
12°8′14″N 86°16′42″O / 12.13722, -86.27833